# Hypolixus
 Hypolíxus — рід жуків родини Довгоносики (Curculionidae).

## Зовнішній вигляд
До цього роду відносяться дрібні жуки, довжина їхнього тіла становить 3.5-6 мм. Основні ознаки:
- головотрубка звужена до вершини, з тонким кілем посередині;
- передньоспинка нерівномірно вкрита великими та дрібними крапками або зморшками, конічна, не довша за свою ширину, без «шийки» біля переднього краю;
- боки передньоспинки та надкрил вкриті плямами з волосків;
- вершини надкрил закруглені разом і не видовжені за черевцем, не виступають у вигляді китичок;
- кігтики зрослися основами.

Фотографії імаго та личинок одного з видів цього роду див. на.

## Спосіб життя
Вивчений для декількох видів. На підставі цієї інформації можна дійти висновку, що він аналогічний способу життя жуків роду Lixus. Життєвий цикл довгоносиків пов'язаний з рослинами з родин Лободові та Амарантові. Імаго живляться її зеленими частинами, самиці вигризають отвори у стеблах, пазухах листків, центральних жилках листка і відкладають у них яйце. Личинка розвивається у стеблі, прогризаючи тунель донизу. При цьому на стеблі може утворюватися гал. Загалом преімагінальний розвиток триває 45-50 днів. Дорослі жуки зимують поза кормовою рослиною, у деяких видів зимують личинки або лялечки у стеблі.

## Географічне поширення
Ареал роду в цілому охоплює ледь не весь Південь Палеарктики і значно виходить за її межі. При цьому ареали у більшості видів порівняно невеликі (див. нижче).

## Класифікація
Описано щонайменше 11 видів роду:
- Hypolixus armirostris Voss, 1959 — Іран
- Hypolixus astrachanicus  (Faust, 1883) — Грузія, південь Європейської частини Росії, Єгипет, Ірак, Туреччина, Іран, Афганістан, Казахстан, Середня Азія, Ефіопська область
- Hypolixus bivirgatus Desbrochers des Loges, 1898
- Hypolixus lecontei (Faust, 1883) — Казахстан
- Hypolixus paulonotatus Pic, 1904 — Алжир
- Hypolixus pica (Fabricius, 1798) — Франція, Єгипет, Близький Схід, Туреччина, Арабські Емірати, Іран, Пакистан, Ефіопська область, Індо-Малайська область
- Hypolixus reitteri (Faust, 1891) — Закавказзя, Туреччина, Туркменістан
- Hypolixus rufitibialis (Kôno, 1929) — Тайвань
- Hypolixus serripes Desbrochers des Loges, 1898 — Туніс
- Hypolixus theophili (Capiomont, 1876) — Туреччина
- Hypolixus zarazagai Gültekin, 2013 — Азербайджан, південь Європейської частини Росії, Таджикистан